# Никополис (Превеза)
Никополис (греч. Νικόπολις) — село в Греции. Административно относится к общине Превеза в периферийной единице Превеза в периферии Эпир. Расположено на высоте 48 м над уровнем моря, на перешейке между бухтой Никополис Ионического моря и бухтой Мазома залива Амвракикос, к юго-западу от Арты, к югу от Луроса, к северо-западу от Амфилохии, к северу от Превезы, к юго-западу от Янины и Филипьяса. Население 309 человек по переписи 2011 года.
Через село проходит дорога Арта — Превеза.

## История
На месте села находился древний город Никополь.
До 1927 года село называлось Сафрамболис (Σαφράμπολις). В 1927 году (ΦΕΚ 76Α) переименовано в Змиртула (Σμυρτούλα). В 1965 году (ΦΕΚ 243Α) переименовано в Никополис.

## Сообщество Никополис
В сообщество Никополис (Κοινότητα Νικοπόλεως) входит деревня Мазома. Население 329 человек по переписи 2011 года. Площадь 5,62 км².
| Населённый пункт | Население (2011), человек |
| ---------------- | ------------------------- |
| Никополис        | 309                       |
| Мазома           | 20                        |

## Население
| Год  | Население, человек |
| ---- | ------------------ |
| 1991 | 347                |
| 2001 | 274                |
| 2011 | ↗ 309              |